# Segno di Cullen
Il segno di Cullen è un'ecchimosi superficiale, con formazione di lividi nel tessuto adiposo sottocutaneo, attorno all'ombelico.
Il nome deriva dal ginecologo Thomas Stephen Cullen (1869–1953), che per primo descrisse il segno della rottura della gravidanza ectopica nel 1916.
Questo segno impiega da 24 a 48 ore per apparire e può essere causato da pancreatite acuta, con mortalità che oscilla dall'8-10% al 40% dei casi. 
Può essere accompagnato dal segno di Grey Turner, che può quindi essere indicativo di necrosi pancreatica con sanguinamento retroperitoneale o intra-addominale.

## Cause
Le cause includono:
- pancreatite acuta, in cui la metemalbumina si è formata da tracce di sangue digerito intorno all'addome dal pancreas infiammato
- sanguinamento dal trauma addominale smussato
- sanguinamento dalla rottura dell'aorta
- sanguinamento dalla gravidanza ectopica rotta

L'importanza del segno è in declino poiché ora sono disponibili migliori modalità diagnostiche.